# The Turtles
The Turtles var en amerikansk rockgruppe der ledes af forsangerne Howard Kaylan og Mark Volman, senere blev de kendt under navnet Flo and Eddie. Bandet blev kendt for adskillige Top 40 hits, hvilket startede med deres coverversion af Bob Dylans "It Ain't Me Babe" i 1965. I 1967 udgav de "Happy Together", der blev deres største og mest kendte hit.

## Diskografi
| År   | Album                                       | US Top 200 | Pladeselskab |
| ---- | ------------------------------------------- | ---------- | ------------ |
| 1965 | It Ain't Me Babe                            | 98         | White Whale  |
| 1966 | You Baby                                    | —          | White Whale  |
| 1967 | Happy Together                              | 25         | White Whale  |
| 1968 | The Turtles Present the Battle of the Bands | 128        | White Whale  |
| 1969 | Turtle Soup                                 | 117        | White Whale  |
| 1970 | Wooden Head                                 | —          | White Whale  |
| 1986 | Chalon Road                                 | —          | Rhino        |
| 1986 | Shell Shock                                 | —          | Rhino        |